# Handbook of the Mammals of the World
Das Handbook of the Mammals of the World (HMW) ist eine mehrbändige Enzyklopädie über die Säugetierarten der Erde aus dem Verlagshaus Lynx Edicions. Im Jahr 2009 wurde der erste Band über die Raubtiere veröffentlicht, im Jahr 2019 wurde die Reihe mit dem neunten Band über die Fledertiere abgeschlossen. Jede Säugetierfamilie hat ein umfangreiches Einleitungskapitel, in dem die Systematik, die Morphologie, der Lebensraum, die Kommunikation, das Fortpflanzungsverhalten, das Nahrungsverhalten, das Sozialverhalten, das Verhältnis zum Menschen und der Naturschutz behandelt wird. Ferner gibt es umfangreiches Fotomaterial. Jede Art ist auf einer Bildtafel illustriert, hat einen Volltexteintrag mit den Abschnitten Beschreibung, Lebensraum, Nahrungsverhalten, Fortpflanzungsverhalten, Sozialverhalten und Naturschutz sowie eine Verbreitungskarte. Dies ist das zweite große Buchprojekt von Lynx Edicions seit der Veröffentlichung des Handbook of the Birds of the World im Jahr 1992. Die Herausgeber sind Russell Mittermeier und Don E. Wilson in Zusammenarbeit mit Conservation International, der Texas A&M University und der IUCN. Don E. Wilson war bereits im Jahr 2005 Herausgeber des Standardwerks Mammal Species of the World.

## Veröffentlichte Bände

### Band 1:Carnivores(Raubtiere)
Der erste Band wurde im Mai 2009 veröffentlicht. Er beginnt mit einem Einleitungskapitel über die Klasse der Säugetiere (Mammalia) von Don E. Wilson und ist der Ordnung der Raubtiere (Carnivora) gewidmet. Der Band behandelt 13 Familien und die Angaben zur Taxonomie, zur Verbreitung, zum Lebensraum, zur Fortpflanzung, zum Verhalten und zum Schutzstatus von 245 Arten. Die 36 Farbtafeln wurden vom katalanischen Künstler Toni Llobet gezeichnet.
Folgende Gruppen werden in diesem Band behandelt:
- Pardelroller (Nandiniidae). Eine Gattung mit einer Art. Autor: Philippe Gaubert.
- Katzen (Felidae). 14 Gattungen mit 37 Arten. Autoren: Mel E. Sunquist und Fiona C. Sunquist.
- Linsangs (Prionodontidae). Eine Gattung mit zwei Arten. Autor: Philippe Gaubert.
- Schleichkatzen (Viverridae). 14 Gattungen mit 34 Arten. Autor: Andrew P. Jennings und Geraldine Veron.
- Hyänen (Hyaenidae). Vier Gattungen mit vier Arten. Autoren: Kay E. Holekamp und Joseph M. Kolowski.
- Mangusten (Herpestidae). 15 Gattungen mit 34 Arten. Autoren: Jason S. Gilchrist, Andrew P. Jennings, Geraldine Veron und Paolo Cavallini.
- Madagassische Raubtiere (Eupleridae). Sieben Gattungen mit acht Arten. Autor: Steven M. Goodman.
- Hunde (Canidae). 13 Gattungen mit 35 Arten. Autor: Claudio Sillero-Zubiri.
- Bären (Ursidae). Fünf Gattungen mit acht Arten. Autoren: David L. Garshelis.
- Kleiner Panda (Ailuridae). Eine Gattung mit einer Art. Autoren: Fuwen Wei und Zejun Zhang.
- Kleinbären (Procyonidae). Sechs Gattungen mit zwölf Arten. Autor: Roland Kays.
- Skunks (Mephitidae). Vier Gattungen mit zwölf Arten. Autor: Jerry W. Dragoo.
- Marder (Mustelidae). 22 Gattungen mit 57 Arten. Autoren: Serge Larivière und Andrew P. Jennings.

Weitere Angaben: 561 Farbfotos und 258 Verbreitungskarten. 728 Seiten. ISBN 978-84-96553-49-1

### Band 2:Hoofed Mammals(Huftiere)
Der zweite Band wurde im August 2011 veröffentlicht und ist der Gruppe der Huftiere (Ungulata) gewidmet. Er behandelt 107 Gattungen, 17 Familien in sechs Ordnungen und die Angaben zur Taxonomie, zur Verbreitung, zum Lebensraum, zur Fortpflanzung, zum Verhalten und zum Schutzstatus von 413 Arten. Die 56 Farbtafeln stammen von Toni Llobet.
Folgende Gruppen werden in diesem Band behandelt:
- Erdferkel (Orycteropodidae). Eine Gattung mit einer Art. Autor: William Andrew Taylor.
- Schliefer (Procaviidae). Drei Gattungen mit fünf Arten. Autor: Hendrik Hoeck.
- Elefanten (Elephantidae). Zwei Gattungen mit drei Arten. Autor: George Wittemyer.
- Schuppentiere (Manidae). Eine Gattung mit acht Arten. Autor: Philippe Gaubert.
- Equidae. Eine Gattung mit sieben Arten. Autor: Daniel Ian Rubenstein.
- Nashörner (Rhinocerotidae). Vier Gattungen mit fünf Arten. Autor: Eric Dinerstein.
- Tapire (Tapiridae). Eine Gattung mit vier Arten. Autorin: Emília Patrícia Medici.
- Kamele (Camelidae). Drei Gattungen mit sechs Arten. Autor: William Franklin.
- Schweine (Suidae). Sechs Gattungen mit 17 Arten. Autoren: Erik Meijaard, Jean-Pierre d’Huart und William Oliver.
- Nabelschweine (Tayassuidae). Drei Gattungen mit drei Arten. Autoren: Andrew Taber, Mariana Altrichter, Harald Beck und Jaime Gongora.
- Flusspferde (Hippopotamidae). Zwei Gattungen mit zwei Arten. Autorin: Rebecca Lewison.
- Hirschferkel (Tragulidae). Drei Gattungen mit zehn Arten. Autor: Erik Meijaard
- Moschustiere (Moschidae). Eine Gattung mit sieben Arten. Autor: Colin Groves.
- Hirsche (Cervidae). 18 Gattungen mit 53 Arten. Autor: Stefano Mattioli.
- Hornträger (Bovidae) 54 Gattungen mit 279 Arten. Autoren: Colin Groves, David Leslie, Brent Huffman, Raul Valdez, Khushal Habibi, Paul Weinberg, James Burton, Peter Jarman und William Robichaud.
- Gabelbock (Antilocapridae). Eine Gattung mit einer Art. Autor: John Byers.
- Giraffenartige (Giraffidae). Zwei Gattungen mit zwei Arten. Autoren: John Skinner und Graham Mitchell.

Weitere Angaben: 664 Farbfotos und 430 Verbreitungskarten. 886 Seiten. ISBN 978-84-96553-77-4

### Band 3:Primates(Primaten)
Der dritte Band wurde im April 2013 veröffentlicht und ist der Ordnung der Primaten (Primates) gewidmet. Er behandelt 16 Familien und die Angaben zur Taxonomie, zur Verbreitung, zum Lebensraum, zur Fortpflanzung, zum Verhalten und zum Schutzstatus von 479 Arten. Die 57 Farbtafeln stammen vom britischen Tierzeichner Stephen D. Nash. Die Herausgeber sind Russell A. Mittermeier, Anthony B. Rylands und Don E. Wilson.
Folgende Gruppen werden in diesem Band behandelt:
- Katzenmakis (Cheirogaleidae). Fünf Gattungen mit 31 Arten. Autoren: Christoph Schwitzer, Russell A. Mittermeier, Edward E. Louis, Jr. und Matthew C. Richardson.
- Wieselmakis (Lepilemuridae). Eine Gattung mit 26 Arten. Autoren: Christoph Schwitzer, Russell A. Mittermeier, Edward E. Louis, Jr. und Matthew C. Richardson.
- Gewöhnliche Makis (Lemuridae). Drei Gattungen mit 21 Arten. Autoren: Christoph Schwitzer, Russell A. Mittermeier, Edward E. Louis, Jr. und Matthew C. Richardson.
- Indriartige (Indriidae). Drei Gattungen mit 19 Arten. Autoren: Russell A. Mittermeier, Christoph Schwitzer, Edward E. Louis, Jr. und Matthew C. Richardson.
- Fingertier (Daubentoniidae). Eine Gattung mit einer überlebenden Art. Autoren: Christoph Schwitzer, Russell A. Mittermeier, Edward E. Louis, Jr. und Matthew C. Richardson
- Galagos (Galagidae). Fünf Gattungen mit 18 Arten. Autorin: K. Anne-Isola Nekaris.
- Loris (Lorisidae). Vier Gattungen mit zwölf Arten. Autorin: K. Anne-Isola Nekaris.
- Koboldmakis (Tarsiidae). Drei Gattungen mit elf Arten. Autoren: Myron Shekelle, Sharon Gursky-Doyen und Matthew C. Richardson.
- Krallenaffen (Callitrichidae). Sieben Gattungen mit 47 Arten. Autoren: Anthony B. Rylands und Russell A. Mittermeier.
- Kapuzinerartige (Cebidae). Drei Gattungen mit 29 Arten. Autoren: Anthony B. Rylands, Russell A. Mittermeier, Bruna M. Bezerra, Fernanda P. Paim und Helder L. Queiroz.
- Nachtaffen (Aotidae). Eine Gattung mit elf Arten. Eduardo Fernandez-Duque, Margaret K. Corley und Andrea Spence-Aizenberg.
- Sakiaffen (Pitheciidae). Vier Gattungen mit 44 Arten. Autoren: Stephen F. Ferrari, Liza Maria Veiga (posthum), Liliam P. Pinto, Laura K. Marsh, Russell A. Mittermeier und Anthony B. Rylands.
- Klammerschwanzaffen (Atelidae). Fünf Gattungen mit 25 Arten. Autoren: Anthony B. Rylands, Russell A. Mittermeier, Fanny M. Cornejo, Thomas R. Defler, Kenneth E. Glander, William R. Konstant, Liliam P. Pinto und Maurício Talebi.
- Meerkatzenverwandte (Cercopithecidae). 23 Gattungen mit 159 Arten. Autoren: Dietmar Zinner, Gisela H. Fickenscher, Christian Roos, Martina V. Anandam, Elizabeth L. Bennett, Tim R. B. Davenport, Nicola J. Davies, Kate M. Detwiler, Antje Engelhardt, Ardith A. Eudey, Elizabeth L. Gadsby, Colin P. Groves, Aoife Healy, K. Praveen Karanth, Sanjay Molur, Tilo Nadler, Matthew C. Richardson, Erin P. Riley, Anthony B. Rylands, Lori K. Sheeran, Nelson Ting, Janette Wallis, Siân S. Waters und Danielle J. Whittaker.
- Gibbons (Hylobatidae). Vier Gattungen mit 19 Arten. Autoren: David J. Chivers, Martina V. Anandam, Colin P. Groves, Sanjay Molur, Benjamin M. Rawson, Matthew C. Richardson, Christian Roos und Danielle Whittaker.
- Menschenaffen (Hominidae). Drei Gattungen mit sechs Arten. Autoren: Elizabeth A. Williamson, Fiona G. Maisels, Colin P. Groves, Barbara I. Fruth, Tatyana Humle, F. Blake Morton, Matthew C. Richardson, Anne E. Russon und Ian Singleton.

Weitere Angaben: 716 Farbfotos und 495 Verbreitungskarten. 952 Seiten. ISBN 978-84-96553-89-7

### Band 4:Sea Mammals(Meeressäuger)
Der vierte Band wurde im Juli 2014 veröffentlicht und ist den Bartenwalen, Zahnwalen, Flussdelfinen, Seekühen und Robben gewidmet. Er behandelt 18 Familien in drei Ordnungen und die Angaben zur Taxonomie, zur Verbreitung, zum Lebensraum, zur Fortpflanzung, zum Verhalten und zum Schutzstatus von 110 Arten. Die 30 Farbtafeln stammen von Toni Llobet. Das Sonderkapitel über den Artenschutz von Meeressäugern ist von Roderic B. Mast, Nataly Castelblanco-Martínez und Arlo H. Hemphill.
Folgende Gruppen werden in diesem Band behandelt:
- Ohrenrobben (Otariidae). Sieben Gattungen mit 15 Arten. Autor: Marc Webber.
- Walross (Odobenidae). Eine Gattung mit einer Art. Autor: Brent Stuart.
- Hundsrobben (Phocidae). Autor: Brent Stewart.
- Glattwale (Balaenidae). Zwei Gattungen mit vier Arten. Autoren: Barbara Curry und Robert L. Brownell, Jr.
- Zwergglattwal (Neobalaenidae). Eine Gattung mit einer Art. Autorin: Catherine Kemper.
- Grauwal (Eschrichtiidae). Eine Gattung mit einer Art. Autor: Steven Swartz.
- Furchenwale (Balaenopteridae). Zwei Gattungen mit acht Arten. Autor: Thomas Deméré.
- Pottwale (Physeterida). Eine Gattung mit einer Art. Autorin: Sarah Mesnick.
- Zwergpottwale (Kogiidae). Eine Gattung mit zwei Arten. Autor: Donald McAlpine.
- Schnabelwale (Ziphiidae). Sechs Gattungen mit 22 Arten. Autor: Colin MacLeod.
- Platanista (Platanistidae). Eine Gattung mit einer Art. Autor: Gill Braulik.
- Amazonas-Flussdelfine (Iniidae). Eine Gattung mit drei Arten. Autor: Vera da Silva und Anthony Martin.
- Chinesischer Flussdelfin (Lipotidae). Eine Gattung mit einer möglicherweise ausgestorbenen Art. Autor: Brian D. Smith.
- La-Plata-Delfin (Pontoporiidae). Eine Gattung mit einer Art. Autor: Eduardo Secchi.
- Gründelwale (Monodontidae). Zwei Gattungen mit zwei Arten. Autor: Pierre R. Richard.
- Delfine (Delphinidae). 17 Gattungen mit 36 Arten. Autor: John Wang, Kimberly Riehl und Sarah Dungan.
- Schweinswale (Phocoenidae). Drei Gattungen mit sieben Arten. Autor: Thomas A. Jefferson.
- Rundschwanzseekühe (Trichechidae). Eine Gattung mit drei Arten. Autor: Thomas O’Shea.
- Gabelschwanzseekühe (Dugongidae). Eine Gattung mit einer Art. Autorin: Helene Marsh.

Weitere Angaben: 667 Farbfotos und 147 Verbreitungskarten. 614 Seiten. ISBN 978-84-96553-93-4

### Band 5:Monotremes and Marsupials(Kloakentiere und Beuteltiere)
Der fünfte Band wurde im Juni 2015 veröffentlicht und ist den Beuteltieren, Kloakentieren und den Beutelrattenartigen gewidmet. Er behandelt 21 Familien in acht Ordnungen und die Angaben zur Taxonomie, zur Verbreitung, zum Lebensraum, zur Fortpflanzung, zum Verhalten und zum Schutzstatus von 354 Arten. Die 44 Farbtafeln stammen von Toni Llobet. Kristofer Helgen und Elizabeth G. Veatch verfassten ein Sonderkapitel, in dem neun neuzeitlich ausgestorbene Beuteltiere beschrieben werden, darunter der Beutelwolf, der Stützbeutler, der Kleine Kaninchennasenbeutler, der Wüsten-Langnasenbeutler, das Wüsten-Bürstenrattenkänguru, das Nullarbor-Bürstenkänguru, das Nacktbrustkänguru, das Breitkopfkänguru, das Mondnagelkänguru, das Zentralaustralische Hasenkänguru, das Östliche Hasenkänguru und das Östliche Irmawallaby.
Folgende Gruppen werden in diesem Band behandelt:
- Ameisenigel (Tachyglossidae). Zwei Gattungen mit vier Arten. Autor: Stewart Nicol.
- Schnabeltier (Ornithorhynchidae). Eine Gattung mit einer Art. Autor: Tom Grant.
- Beutelratten (Didelphidae). 18 Gattungen mit 103 Arten. Autor: Diego Astúa.
- Mausopossums (Caenolestidae). Drei Gattungen mit sieben Arten. Autor: Bruce D. Patterson.
- Chiloé-Beutelratte (Microbiotheriidae). Eine Gattung mit einer Art. Autoren: R. Eduardo Palma und Alejandro Valladares-Gómez.
- Beutelmulle (Notoryctidae). Eine Gattung mit zwei Arten. Autor: Ken Aplin.
- Numbat (Myrmecobiidae). Eine Gattung mit einer Art. Autor: Tony Friend.
- Raubbeutler (Dasyuridae). 17 Gattungen mit 74 Arten. Autor: Andrew Baker.
- Kaninchennasenbeutler (Thylacomyidae). Eine Gattung mit einer Art. Autor: Rick Southgate.
- Eigentliche Nasenbeutler (Peramelidae). Sechs Gattungen mit 18 Arten. Autor: Chris Dickman.
- Koala (Phascolarctidae). Eine Gattung mit einer Art. Autor: Stephen Jackson.
- Wombats (Vombatidae). Zwei Gattungen mit drei Arten. Autor: Rod Wells.
- Bilchbeutler (Burramyidae). Zwei Gattungen mit fünf Arten. Autor: Stephen Jackson.
- Kletterbeutler (Phalangeridae). Sechs Gattungen mit 29 Arten. Autoren: Kristofer Helgen und Stephen Jackson.
- Ringbeutler (Pseudocheiridae). Sechs Gattungen mit 20 Arten. Autor: Stephen Jackson.
- Gleitbeutler (Petauridae). Drei Gattungen mit zwölf Arten. Autor: Stephen Jackson.
- Honigbeutler (Tarsipedidae). Eine Gattung mit einer Art. Autor: Ronald Wooller.
- Zwerggleitbeutler (Acrobatidae). Zwei Gattungen mit drei Arten. Autor: Ken Aplin.
- Moschusrattenkänguru (Hypsiprymnodontidae). Eine Gattung mit einer Art. Autor: Andrew Denns.
- Rattenkängurus (Potoroidae). Drei Gattungen mit acht Arten. Autoren: Mark Eldridge und Greta Frankham.
- Kängurus (Macropodidae). 13 Gattungen mit 59 Arten. Autoren: Mark Eldridge und Graeme Coulson.

Weitere Angaben: 717 Farbfotos und 375 Verbreitungskarten. 800 Seiten. ISBN 978-84-96553-99-6

### Band 6:Lagomorphs and Rodents I(Hasenartige und Nagetiere I)
Ursprünglich war nur ein Band über die Hasenartigen und die Nagetiere geplant. Aufgrund der hohen Anzahl von beschriebenen Nagetierarten führte Lynx Edicions von Juni bis Oktober 2015 eine Kundenabstimmung durch, bei der sich eine Mehrheit von 92 Prozent für zwei Bände entschied. Der sechste Band wurde im Juli 2016 veröffentlicht und ist den Hasenartigen und 25 Nagetierfamilien gewidmet, darunter den Hasen und Kaninchen, den Pfeifhasen, den Chinchillas, der Laotischen Felsenratte (ein lebendes Fossil), dem Capybara (das größte lebende Nagetier) und der formenreichen Gruppe der Hörnchen. Die Nutria und die Baumratten, die in anderen Systematiken als eigenständige Familien klassifiziert werden, sind als Unterfamilien Myocastorinae und Capromyinae in der Familie der Stachelratten (Echimyidae) eingegliedert. Die 60 Farbtafeln stammen von Toni Llobet. Der Band behandelt 27 Familien in zwei Ordnungen und die Angaben zur Taxonomie, zur Verbreitung, zum Lebensraum, zur Fortpflanzung, zum Verhalten und zum Schutzstatus von 823 Arten. Thomas E. Lacher, Jr., William J. Murphy, Jordan Rogan, Andrew T. Smith und Nathan S. Upham verfassten das Sonderkapitel Evolution, Phylogenese, Ökologie und Artenschutz der Klade Glires: Lagomorpha und Rodentia. Die Herausgeber sind Don E. Wilson, Thomas E. Lacher, Jr. und Russell A. Mittermeier.
Folgende Gruppen werden in diesem Band behandelt:
- Pfeifhasen (Ochotonidae). Eine Gattung mit 29 Arten. Autor: Andrei Alexandrowitsch Lissowski.
- Hasen (Leporidae). Elf Gattungen mit 63 Arten. Autoren: Stéphanie Schai-Braun und Klaus Hackländer.
- Biber (Castoridae). Eine Gattung mit zwei Arten. Autor: Peter Busher.
- Taschenmäuse (Heteromyidae). Fünf Gattungen mit 66 Arten. Autor: David Hafner.
- Taschenratten (Geomyidae). Sieben Gattungen mit 41 Arten. Autor: Mark Hafner.
- Dornschwanzhörnchen (Anomaluridae). Drei Gattungen mit sieben Arten. Autor: Stephen Jackson.
- Springhasen (Pedetidae). Eine Gattung mit zwei Arten. Autorin: Raquel López-Antoñanzas.
- Kammfinger (Ctenodactylidae). Vier Gattungen mit fünf Arten. Autorin: Raquel López-Antoñanzas.
- Laotische Felsenratte (Diatomyidae). Eine Gattung mit einer Art. Autorin: Paulina D. Jenkins.
- Stachelschweine (Hystricidae). Drei Gattungen mit elf Arten. Autorin: Erika Barthelmess.
- Rohrratten (Thryonomyidae). Eine Gattung mit zwei Arten. Autorin: Raquel López-Antoñanzas.
- Felsenratte (Petromuridae). Eine Gattung mit einer Art. Autorin: Raquel López-Antoñanzas.
- Nacktmull (Heterocephalidae). Eine Gattung mit einer Art. Autor: Bruce D. Patterson.
- Sandgräber (Bathyergidae). Fünf Gattungen mit 17 Arten. Autor: Rodney Honeycutt.
- Baumstachler (Erethizontidae). Drei Gattungen mit 17 Arten. Autorin: Erika Barthelmess.
- Pakas (Cuniculidae). Eine Gattung mit zwei Arten. Autor: Rafael Samudio, Jr.
- Meerschweinchen (Caviidae). Sechs Gattungen mit 20 Arten. Autor: Thomas E. Lacher, Jr.
- Agutis und Acouchis (Dasyproctidae). Zwei Gattungen mit 15 Arten. Autoren: Thomas E. Lacher, Jr. und Jessica Gilbert.
- Chinchillas (Chinchillidae). Drei Gattungen mit sechs Arten. Autoren: Angel Spotorno und Pablo Valladares.
- Pakarana (Dinomyidae). Eine Gattung mit einer Art. Autoren: Michael Mares und Janet Braun.
- Chinchillaratten (Abrocomidae). Zwei Gattungen mit zehn Arten. Autorin: Louise H. Emmons.
- Kammratten (Ctenomyidae). Eine Gattung mit 69 Arten. Autor: Thales Freitas.
- Trugratten (Octodontidae). Acht Gattungen mit 14 Arten. Autorin: Agustina Ojeda.
- Baumratten, Nutria und Stachelratten (Echimyidae). 27 Gattungen mit 99 Arten. Autoren: Pierre-Henri Fabre, Jim Patton und Yuri Leite.
- Stummelschwanzhörnchen (Aplodontiidae). Eine Gattung mit einer Art. Autorin: Samantha Hopkins.
- Hörnchen (Sciuridae). 60 Gattungen mit 292 Arten. Autoren: John L. Koprowski, Emily Goldstein, Kendell Bennett und Calebe Pereira.
- Bilche (Gliridae). Neun Gattungen mit 29 Arten. Mary Ellen Holden-Musser, Rimvydas Juškaitis und Grace Musser.

Weitere Angaben: 750 Farbfotos und 850 Verbreitungskarten. 988 Seiten. ISBN 978-84-941892-3-4

### Band 7:Rodents II(Nagetiere II)
Der siebente Band wurde Anfang Dezember 2017 veröffentlicht und ist den neun Familien in der Unterordnung der Mäuseverwandten (Myomorpha) gewidmet, darunter den Mäusen, Ratten, Birkenmäusen, Stachelbilchen, Springmäusen, Hamstern und Wühlmäusen. Im Gegensatz zu anderen Systematiken (z. B. Wilson/Reeder: Mammal Species of the World, 2005), bei denen die Hüpfmäuse und Birkenmäuse als Unterfamilien Zaponinae und Sicistinae der Familie der Springmäuse (Dipodidae) gelten, werden sie in der HMW-Systematik als eigenständige Familien Zapodidae und Sminthidae abgespalten. Die 58 Farbtafeln stammen von Toni Llobet. Der Band behandelt 345 Gattungen in neun Familien und die Angaben zur Taxonomie, zur Verbreitung, zum Lebensraum, zur Fortpflanzung, zum Verhalten und zum Schutzstatus von 1744 Arten. Thomas E. Lacher, Jr., Richard Young, Samuel T. Turvey, Rosalind Kennerley und Nicolette Roach verfassten ein Sonderkapitel mit dem Titel Prioritäten für die Erhaltung der Nagetiere der Welt. Die Herausgeber sind Don E. Wilson, Thomas E. Lacher, Jr. und Russell A. Mittermeier.
Folgende Gruppen werden in diesem Band behandelt:
- Birkenmäuse (Sminthidae oder Sicistinae in anderen Systematiken). Eine Gattung mit 14 Arten. Autoren: Mary Ellen Holden, Tamás Cserkész und Grace Musser.
- Hüpfmäuse (Zapodidae oder Zapodinae in anderen Systematiken). Drei Gattungen mit fünf Arten. Autor: John Whitaker.
- Springmäuse (Dipodidae). 13 Gattungen mit 35 Arten. Autoren: Johan Michaux und Georgi Issidorowitsch Schenbrot.
- Stachelbilche (Platacanthomyidae). Zwei Gattungen mit fünf Arten. Autor: Thomas Giarla.
- Spalacidae (Blindmäuse, Blindmulle, Wurzelratten und Afrikanische Maulwurfsratten). Sieben Gattungen mit 28 Arten. Autor: Ryan Norris.
- Maushamster (Calomyscidae). Eine Gattung mit acht Arten. Autor: C. William Kilpatrick.
- Nesomyidae (Hamsterratten, Baummäuse, Madagaskar-Ratten und Verwandte). 21 Gattungen mit 68 Arten. Autoren: Stephen M. Goodman und Ara Monadjem.
- Wühler (Cricetidae) (Hamster, Wühlmäuse, Lemminge, Neuweltmäuse und Verwandte). 142 Gattungen mit 765 Arten. Autoren: Ulyses F. J. Pardiñas, Philip Myers, Livia León-Paniagua, Nicté Ordóñez Garza, Joseph Cook, Boris Kryštufek, Rudolf Haslauer, Robert Bradley, Gregory Shenbrot und Jim Patton.
- Langschwanzmäuse (Muridae) (Altweltmäuse, Rennmäuse und Verwandte). 155 Gattungen mit 816 Arten. Autoren: Christiane Denys, Peter Taylor und Ken Aplin.

Weitere Angaben: 342 Farbfotos und 1753 Verbreitungskarten. 1008 Seiten. ISBN 978-84-16728-04-6

### Band 8:Insectivores, Sloths and Colugos(Insektenfresser, Faultiere und Riesengleiter)
Der achte Band wurde im Juli 2018 veröffentlicht und ist den Ordnungen Cingulata, Pilosa, Afrosoricida, Macroscelidea, Scandentia, Dermoptera und Eulipotyphla gewidmet. Die 28 Farbtafeln stammen von Toni Llobet. Der Band behandelt 99 Gattungen in 17 Familien und die Angaben zur Taxonomie, zur Verbreitung, zum Lebensraum, zur Fortpflanzung, zum Verhalten und zum Schutzstatus von 666 Arten. Das Sonderkapitel Naturschutzprioritäten und -aktionen für die Ordnungen Cingulata, Pilosa, Afrosoricida, Macroscelidea, Eulipotyphla, Dermoptera und Scandentia verfassten Rosalind Kennerley, Thomas Lacher, Jr., Victor Mason, Shelby McCay, Nicolette Roach, P. J. Stephenson, Mariella Superina und Richard Young. Die meisten Arten, die in diesem Band behandelt werden, ernähren sich von Wirbellosen und Insekten, mit Ausnahme der Faultiere und Riesengleiter, die entweder Blatt- oder Früchtenahrung bevorzugen.
Folgende Gruppen werden in diesem Band behandelt:
- Langnasengürteltiere (Dasypodidae). Eine Gattung mit sieben Arten. Autoren: Colleen McDonough und James Loughry.
- Chlamyphoridae (Kugelgürteltiere, Borstengürteltiere, Nacktschwanzgürteltiere, Gürtelmulle). Acht Gattungen mit 13 Arten. Autoren: Mariella Superina und Agustín Abba.
- Myrmecophagidae (Ameisenbärenartige). Zwei Gattungen mit drei Arten. Autor: Alessandra Bertassoni.
- Zwergameisenbären (Cyclopedidae). Eine Gattung mit sieben Arten. Autorin: Flávia Miranda.
- Megalonychidae (Zweifinger-Faultiere). Eine Gattung mit zwei Arten. Autorin: Nadia Moraes-Barros.
- Dreifinger-Faultiere (Bradypodidae). Eine Gattung mit vier Arten. Autor: Jonathan Pauli.
- Tenreks (Tenrecidae). Acht Gattungen mit 31 Arten. Autorin: Paulina D. Jenkins.
- Otterspitzmäuse (Potamogalidae oder Potamogalinae in anderen Systematiken). Zwei Gattungen mit drei Arten. Autor: Ara Monadjem.
- Goldmulle (Chrysochloridae). Zehn Gattungen mit 21 Arten. Autoren: William Andrew Taylor, Samantha Mynhardt und Sarita Maree.
- Rüsselspringer (Macroscelididae). Fünf Gattungen mit 20 Arten. Autor: Stephen Heritage.
- Federschwanz-Spitzhörnchen (Ptilocercidae). Eine Gattung mit einer Art. Autorin: Melissa Hawkins.
- Tupaiidae (Eigentliche Spitzhörnchen, Indisches Spitzhörnchen, Bergtupajas). Drei Gattungen mit 22 Arten. Autorin: Melissa Hawkins.
- Riesengleiter (Cynocephalidae). Zwei Gattungen mit zwei Arten. Autoren: Jan Janecka und Mary Janecka.
- Igel (Erinaceidae). Zehn Gattungen mit 26 Arten. Autor: Troy L. Best.
- Spitzmäuse (Soricidae). 25 Gattungen mit 448 Arten. Autoren: Connor Burgin, Rudolf Haslauer, Kai He, Arlo Himckey, Stefan Hintsche, Rainer Hutterer, Paulina D. Jenkins, Masaharu Motokawa, Manuel Ruedi, Boris Sheftel und Neal Woodman.
- Maulwürfe (Talpidae). 18 Gattungen mit 54 Arten. Autoren: Boris Kryštufek und Masaharu Motokawa.
- Schlitzrüssler (Solenodontidae). Zwei Gattungen mit zwei Arten. Autor: Samuel T. Turvey.

Weitere Angaben: 480 Farbfotos und 684 Verbreitungskarten. 710 Seiten. ISBN 978-84-16728-08-4

### Band 9:Bats(Fledertiere)
Der neunte Band wurde im Oktober 2019 veröffentlicht und ist den Fledermäusen und Flughunden gewidmet. Die 73 Farbtafeln stammen von Ilian Velikov, Blanca Martí de Ahumada, Alex Mascarell Llosa, Faansie Peacock, Jesús Rodríguez-Osorio Martín und Lluís Sogorb. Der Band behandelt 230 Gattungen in 21 Familien und die Angaben zur Taxonomie, zur Verbreitung, zum Lebensraum, zur Fortpflanzung, zum Verhalten und zum Schutzstatus von 1401 Arten.
Folgende Gruppen werden in diesem Band behandelt:
- Flughunde (Pteropodidae). 46 Gattungen mit 191 Arten. Autoren: Norberto Giannini, Connor Burgin, Victor van Cakenberghe, Susan Tsang, Stefan Hintsche, Tyrone Lavery, Frank Bonaccorso, Francisca Almeida und Brian O’Toole.
- Mausschwanzfledermäuse (Rhinopomatidae). Eine Gattung mit sechs Arten. Autor: Ivan Horáček.
- Schweinsnasenfledermaus (Craseonycteridae). Eine Gattung mit einer Art. Autoren: Tigga Kingston und Pipat Soisook.
- Großblattnasen (Megadermatidae). Sechs Gattungen mit sechs Arten. Autor: Charles M. Francis.
- Rhinonycteridae. Vier Gattungen mit neun Arten. Autor: Petr Benda.
- Rundblattnasen (Hipposideridae). Sieben Gattungen mit 88 Arten. Autoren: Ara Monadjem, Pipat Soisook, Vu Dinh Thong und Tigga Kingston.
- Hufeisennasen (Rhinolophidae). Eine Gattung mit 109 Arten. Autoren: Gábor Csorba, Stephen J. Rossiter,  Anthony M. Hutson und Connor Burgin.
- Glattnasen-Freischwänze (Emballonuridae). 14 Gattungen mit 54 Arten. Autor: Frank Bonaccorso.
- Schlitznasen (Nycteridae). Eine Gattung mit 15 Arten. Autor: Ara Monadjem.
- Madagassische Haftscheibenfledermäuse (Myzopodidae). Eine Gattung mit zwei Arten. Autor: Steven M. Goodman.
- Neuseelandfledermäuse (Mystacinidae). Eine Gattung mit zwei Arten. Autor: Cory Toth.
- Hasenmäuler (Noctilionidae). Eine Gattung mit zwei Arten. Autor: Rodrigo Medellín.
- Stummeldaumen (Furipteridae). Zwei Gattungen mit zwei Arten. Autor: Joaquín Arroyo-Cabrales.
- Amerikanische Haftscheibenfledermäuse (Thyropteridae). Eine Gattung mit fünf Arten. Autor: Thomas Lee Jr.
- Kinnblattfledermäuse (Mormoopidae). Zwei Gattungen mit 18 Arten. Autorin: Ana D’Oliveira Pavan.
- Blattnasen (Phyllostomidae). 60 Gattungen mit 217 Arten. Autoren: Sergio Solari, Rodrigo Medellín, Bernal Rodríguez-Herrera, Valeria da Cunha Tavares, Guilherme Garbino, M. Alejandra Camacho, Diego Tirira Saá, Burton Lim, Joaquín Arroyo-Cabrales, Armando Rodríguez-Durán, Elizabeth Dumont, Santiago Burneo, Luis F.  Aguirre Urioste, Marco Tschapka und Deborah Espinosa.
- Trichterohren (Natalidae). Drei Gattungen mit zwölf Arten. Autor: Adrián Tejedor.
- Bulldoggfledermäuse (Molossidae). 22 Gattungen mit 126 Arten. Autoren: Peter Taylor, Burton Lim, Michael Pennay, Pipat Soisook, Tigga Kingston, Livia Loureiro und Ligiane Moras.
- Langflügelfledermäuse (Miniopteridae). Eine Gattung mit 38 Arten. Autoren: Javier Juste und Carlos Ibáñez.
- Cistugidae. Eine Gattung mit zwei Arten. Autor: Manuel Ruedi.
- Glattnasen (Vespertilionidae). 54 Gattungen mit 496 Arten. Autoren: Ricardo Moratelli, Connor Burgin, Vinícius Cláudio, Roberto Novaes, Adrià López-Baucells und Rudolf Haslauer.

Weitere Angaben: 404 Farbfotos und 1423 Verbreitungskarten. 1008 Seiten. ISBN 978-84-16728-19-0

### Sonderband:Illustrated Checklist of the Mammals of the World
In Zusammenarbeit zwischen Lynx Edicions und der Organisation Global Wildlife Conservation entstand der zweibändige Sonderband Illustrated Checklist of the Mammals of the World, der im Oktober 2020 veröffentlicht wurde. Die Herausgeber sind Connor J. Burgin, Russell A. Mittermeier, Anthony B. Rylands, Don E. Wilson, Thomas E. Lacher und Wes Secrest. 800 Primatenillustrationen wurden von Ilian Velikov neugestaltet. Weitere Illustratoren sind Tony Llobet, Lluís Sogorb, Faansie Peacock, Alex Mascarell, Francesc Jutglar, Blanca Martí, Stephen D. Nash und Jesús Rodríguez-Osorio. Das Vorwort ist von Razan Khalifa Al Mubarak, Geschäftsführerin des Mohamed bin Zayed Species Conservation Fund und gegenwärtige Präsidentin der IUCN. Das Einleitungskapitel History of Mammalian Record-keeping ist von Connor J. Burgin, Jane Widness und Nathan S. Upham. Der Band umfasst 27 Ordnungen, 167 Familien, 1343 Gattungen und 6554 Arten (einschließlich 104 neuzeitlich ausgestorbene und 19 domestizierte Arten).
Weitere Angaben: Mehr als 7150 Illustrationen und 6431 Verbreitungskarten. 1172 Seiten. ISBN 978-84-16728-36-7

### Ergänzungsband:All the Mammals of the World
Basierend auf der Liste der Mammal Diversity Database der American Society of Mammalogists (ASM) erschien im Juli 2023 der Ergänzungsband All the Mammals of the World. Insgesamt werden 6581 Arten vorgestellt, darunter 6459 rezente Arten, 19 domestizierte Arten und 103 ausgestorbene Arten. Der Band enthält 7349 Abbildungen, die alle Arten sowie den Sexualdimorphismus, Farbmorphe und einige besondere Unterarten abdecken sowie 6459 Verbreitungskarten, mit schriftlicher Zusammenfassung und Anmerkungen zu den Höhenstufen. Ferner sind 2834 endemische Arten, die nur in einem Land vorkommen, deutlich gekennzeichnet.
Weitere Angaben: 800 Seiten. ISBN 978-84-16728-66-4

## Rezeption
Das Handbook of the Mammals of the World gewinnt zunehmend an Einfluss. So wurde beispielsweise im Jahr 2017 die Mammal Diversity Database von der American Society of Mammalogists online gestellt und die Trivialnamen sowie die Systematik aus dem HMW übernommen. Der fünfte Band über die Beuteltiere wurde im Jahr 2016 mit der Whitley Medal der Royal Zoological Society of New South Wales ausgezeichnet. Jedoch gibt es Kontroversen. Insbesondere wird das taxonomische System, das für die Familie Bovidae im zweiten Band verwendet wurde, nicht allgemein akzeptiert. Im Jahr 2013 veröffentlichten Rasmus Heller, Peter Frandsen, Eline Deirdre Lorenzen und Hans R. Siegismund den Artikel Are There Really Twice as Many Bovid Species as We Thought?, in dem die Verdoppelung der Hornträgerarten kritisiert wurde, da sie nur auf einer primären Quelle (Colin Groves & Peter Grubb: Ungulate Taxonomy, 2011) basiert. Dieser Anstieg war nach Ansicht der Autoren hauptsächlich auf ein erweitertes phylogenetisches Artkonzept zurückzuführen, nicht jedoch auf neue verfügbare Daten. Darüber hinaus wird die Taxonomie in diesem Band als inkonsequent kritisiert, da viele Taxa, wie die von anderen Autoren bearbeiteten verschiedenen Giraffenformen, als Unterarten einer einzigen Art behandelt werden, obwohl einige deutlich unterscheidbar sind. Die Autoren warnten davor, dass die „taxonomische Inflation“ von Arten die Naturschutzbemühungen behindern könnte. Andere Wissenschaftler argumentierten ähnlich, allerdings wurde diesen Ansichten darauffolgend auch mehrfach widersprochen. Dies führte zu einer Debatte, die bis heute anhält.